# Gymnosofi

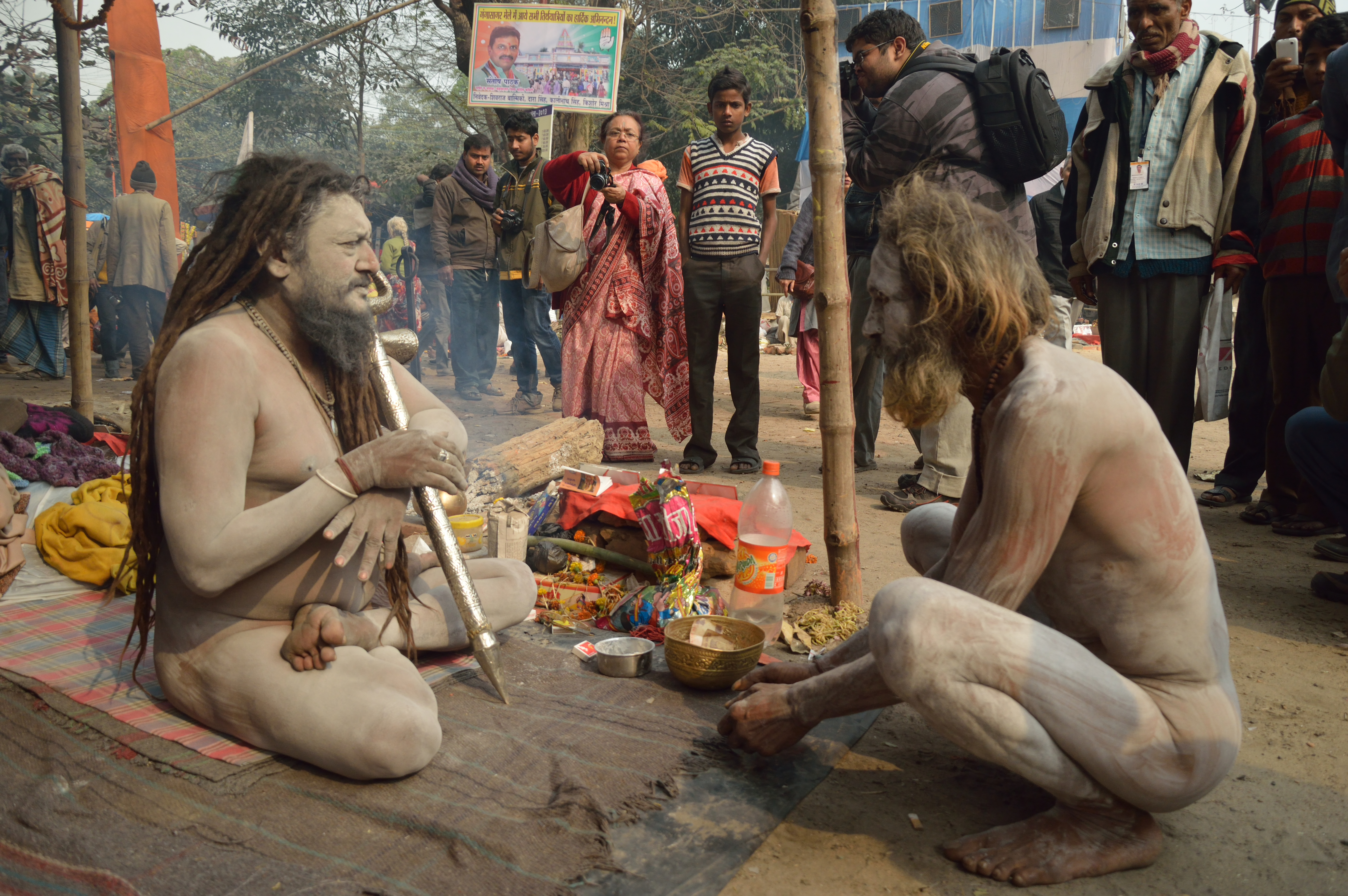
Naga sadhus, Indien, 2013.

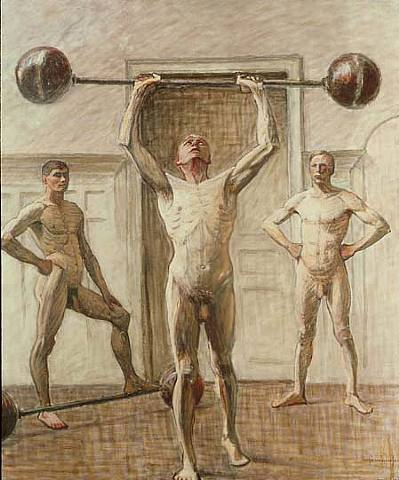
Nakna män, 1914.

Gymnosofi. Gymnosofister (av grek. gymnos, naken, och sofistes, vis) är (enl. SAOB) nakna vishetslärare: "(förr) av antikens greker använd benämning på vissa indiska asketer (som gingo nakna)".
Ordet har, särskilt i Frankrike, Storbritannien och USA, under tidigt 1900-tal även varit en beteckning på en filosofisk inriktning, rörelse eller doktrin, som praktiserade nakenhet, asketism och meditation/yoga.
Begreppet har visst litteraturvetenskapligt intresse då en av Gunnar Ekelöfs mest kända dikter heter just "Gymnosofisten", tidigast publicerad i boken Non Serviam, utgiven 1945.

## Indiska gymnosofister
Det är oklart vilka som avses i de antika grekiska och romerska källor som omnämner "gymnosofister". Ibland har man antagit att det rör sig om naga sadhus eller digambaras. En mer utförlig beskrivning av källmaterialet finns under gymnosophists.

## Västerländska gymnosofer
År 1919 öppnade Blanche DeVries ett Yoga Gymnosophy Institute som kombinerade orientalisk dans med yoga i New York. 
År 1922 grundades The English Gymnosophist Society. År 1923–24 skrev Maurice Parmelee boken The New Gymnosophy, som publicerades 1927.
Societe Internationale de Gymnosophie grundades 1926 i Frankrike och The American Gymnosophical Association, AGA omkring 1930 i USA. Det fanns en stark akademisk och filosofisk grund i rörelsen. Tanken var att samhället skulle acceptera den nakna människokroppen som det naturliga tillståndet, och att detta skulle leda till ett bättre samhälle. Det var dessutom del i en allmän kritik mot gammalt, inte minst juridiskt och kyrkligt, motstånd mot nakenhet. I Europa möttes detta nytänkande sällan av motstånd, och i slutet på 1950-talet blev naturism även lagligt i USA. Den gymnosofiska rörelsen kom då att uppgå i det som mer allmänt kallades naturism.

## Fotnoter
1. ↑   Gunnar Ekelöfs Gymnosofisten.